# Linden (Tennessee)
Linden es un pueblo ubicado en el condado de Perry en el estado estadounidense de Tennessee. En el Censo de 2010 tenía una población de 908 habitantes y una densidad poblacional de 346,08 personas por km².

## Geografía
Linden se encuentra ubicado en las coordenadas 35°36′44″N 87°50′36″O / 35.61222, -87.84333. Según la Oficina del Censo de los Estados Unidos, Linden tiene una superficie total de 2.62 km², de la cual 2.62 km² corresponden a tierra firme y (0%) 0 km² es agua.

## Demografía
Según el censo de 2010, había 908 personas residiendo en Linden. La densidad de población era de 346,08 hab./km². De los 908 habitantes, Linden estaba compuesto por el 90.86% blancos, el 6.28% eran afroamericanos, el 0.44% eran amerindios, el 0% eran asiáticos, el 0% eran isleños del Pacífico, el 0.22% eran de otras razas y el 2.2% pertenecían a dos o más razas. Del total de la población el 1.76% eran hispanos o latinos de cualquier raza.